# Saint-Quentin-la-Chabanne
Saint-Quentin-la-Chabanne este o comună în departamentul Creuse din centrul Franței. În 2009 avea o populație de 357 de locuitori.

## Evoluția populației
| An        | 1975 | 1982 | 1990 | 1999 | 2006 | 2009 |
| --------- | ---- | ---- | ---- | ---- | ---- | ---- |
| Populație | 419  | 416  | 443  | 372  | 354  | 357  |